# Społeczne Towarzystwo Polskich Katolików
Społeczne Towarzystwo Polskich Katolików (STPK) – świeckie społeczno-oświatowe stowarzyszenie wiernych Kościoła Polskokatolickiego w RP. STPK jest zarejestrowanym stowarzyszeniem, które posiada prawo zakładania oddziałów terenowych. Organizacja należy do Polskiej Rady Ekumenicznej. Obecnie istnieją cztery oddziały: we Wrocławiu, Częstochowie, Warszawie i Konstancinie-Jeziornie. Prezesem STPK był bp prof. dr hab. Wiktor Wysoczański. 

## Historia
Po uzyskaniu przez Kościół Polskokatolicki w 1951 uznania prawnego zrodziła się myśl powołania polskokatolickiej organizacji społecznej, która mogłaby wspierać go w działalności. Komitet organizacyjny powołano jednak dopiero 8 stycznia 1959 z inicjatywy ks. Maksymiliana Rodego, pierwszy zjazd krajowy odbył się 29 kwietnia 1959. Na mocy decyzji Ministerstwa Finansów z dnia 17 listopada 1959 STPK rozpoczęło działalność finansową pod nazwą Zakłady Przemysłowo-Usługowe Polkat, obecnie Polkat Holding.

## Działalność
Celem organizacji jest zapoznawanie społeczeństwa z postępowymi tradycjami i ideologią Kościoła Polskokatolickiego w RP, rozwijanie i popieranie działalności kulturalnej w duchu utrwalania pokoju i patriotyzmu, współpraca i pomoc materialna dla Kościoła Polskokatolickiego oraz umacnianie więzi środowisk polonijnych zagranicą z krajem ojczystym. Organizacja utrzymuje stały kontakt ze środowiskiem Polskiego Narodowego Kościoła Katolickiego w USA i Kanadzie. STPK ma duże zaplecze w nieruchomościach m.in. Dom Ekumeniczny w Konstancinie-Jeziornie, Instytut Wydawniczy w Warszawie, siedzibę STPK w Warszawie, czy Ośrodek Wczasowy w Urlach. Organem prasowym STPK jest Rodzina – miesięcznik katolicki.